# Tascam
Tascam è la sussidiaria della TEAC Corporation atta alla commercializzazione di strumenti audio volti ad un'utenza prevalentemente professionale. È famosa nel campo audio per aver introdotto prodotti rivoluzionari quali il Portastudio e il DA-88, che hanno avuto una grande importanza nel fenomeno dell'Home recording.

## Uso degli strumenti TASCAM
- Believe, canzone di Cher del 1998, è stata registrata con il TASCAM DA-88.[2]